# Indhylningskurve
En indhylningskurve (engelsk: envelope) er i geometrien en kontinuer kurve, hvor hvert punkt til sammen tangerer alle medlemmer af en familie af kurver.

## Definition
Enhver kurve i to dimensioner kan skrives som:
{\displaystyle y=f_{t}(x)}
hvor {\displaystyle x} og {\displaystyle y} er koordinater, og {\displaystyle t} er et parameter for kurvefamilien. Den kan dog også skrives som en funktion lig nul:
{\displaystyle g_{t}(x,y)=0}
Tilsvarende må der være en funktion {\displaystyle F} lig nul for indhylningskurven:

| {\displaystyle F(x,y,t)=0} | \| \| \| \| \| \| \| \| | (1) |
|                            |                         |     |
|                            |                         |     |
indhylningskurven gælder for alle værdier af {\displaystyle t} – den skal dække hele familien – så:
{\displaystyle F(x,y,t_{1})=F(x,y,t_{2})=0}
Deraf følger, at
{\displaystyle {\frac {F(x,y,t_{2})-F(x,y,t_{1})}{t_{2}-t_{1}}}=0}
Når {\displaystyle t_{1}} går mod {\displaystyle t_{2}}, er dette definitionen på en differentialkvotient:

| {\displaystyle {\frac {\partial F(x,y,t)}{\partial t}}=0} | \| \| \| \| \| \| \| \| | (2) |
|                                                           |                         |     |
|                                                           |                         |     |
Ligning 1 og 2 definerer indhylningskurven.

## Eksempel
Inden for string art er det almindeligt at lade lige snore gå fra søm til søm for derved at skabe nye former.
I et simpelt tilfælde forbinder hver snor  punkterne {\displaystyle (t,0)} og ({\displaystyle 0,k-t)}, hvor {\displaystyle k} er en konstant, og {\displaystyle t} er familiens parameter. Den lige linje er da givet ved:
{\displaystyle y=-{\frac {k-t}{t}}x+k-t}
Ved at trække {\displaystyle y} fra findes {\displaystyle F}:
{\displaystyle F(x,y,t)=-{\frac {kx}{t}}-t+k+x-y=0}
Den afledte er da:
{\displaystyle {\frac {\partial F(x,y,t)}{\partial t}}={\frac {kx}{t^{2}}}-1=0}
Af denne ligning følger det, at:
{\displaystyle t={\sqrt {kx}}}
Dette indsættes i udtrykket for {\displaystyle F}, og {\displaystyle y} isoleres:
{\displaystyle {\begin{aligned}y=&-{\frac {kx}{\sqrt {kx}}}+x+k-{\sqrt {kx}}\\y=&x+k-2{\sqrt {kx}}\\y=&({\sqrt {x}}-{\sqrt {k}})^{2}\end{aligned}}}
Dermed er indhylningskurven fundet.